# Amanda Clement
Amanda E. Clement (20 de marzo de 1888 - 20 de julio de 1971) fue una ampáyer estadounidense considerada como la primera mujer pagada por arbitrar un juego de béisbol, y también puede haber sido la primera mujer en arbitrar un partido de baloncesto de secundaria. Clement sirvió como ampáyer regularmente durante seis años y sirvió ocasionalmente por varias décadas después. Una atleta hábil en varias disciplinas, Clement compitió en béisbol, baloncesto, atletismo, gimnasia y tenis y se le han atribuido récords mundiales en lanzamiento de bala, carreras, carrera de vallas y béisbol.

## Primeros años y carrera de arbitraje
Amanda Clement nació en Hudson (Dakota del Sur), en ese entonces parte del Territorio de Dakota, el 20 de marzo de 1888 a Harriet Clement, una de las colonizadoras originales de Eden (Dakota del Sur), y su esposo, quien murió cuando Amanda era muy joven. En 1904, Clement viajó a Hawarden (Iowa), para ver a su hermano Hank lanzar en un juego semiprofesional. El ampáyer del juego previo al de Hank no se presentó, por lo cual Hank sugirió que Amanda, quien había jugado béisbol con sus hermanos y tenía conocimiento sobre el juego, sirviera como la ampáyer. Al hacerlo, Clement se convirtió en la primera mujer pagada para arbitrar un juego de béisbol. Su desempeño fue muy bien recibido al punto en que fue contratada para arbitrar más partidos semiprofesionales.
La carrera de arbitraje de Clement duró seis años, en los que arbitró juegos en Dakota del Norte, Dakota del Sur, Minnesota, Iowa y Nebraska. A diferencia de los juegos modernos, en los tiempos de Clement los juegos tenían solo un ampáyer, quien se ubicaba detrás del lanzador y era responsable de cantar bolas y strikes, si las bolas eran de foul o fair, y si los corredores estaban quietos o out. A pesar del peligro que los ampáyers corrían durante esta época, Clement era tratada con respeto tanto por los jugadores y por los aficionados, además fue respetada por su estilo serio y su insobornabilidad. Su popularidad era tan alta que los comercializadores del béisbol enfatizaban su arbitraje para atraer multitudes. En 1906 Clement escribió un artículo para The Cincinnati Enquirer argumentando que las mujeres eran mejores ampáyers que los hombres porque los hombres no le hablarían abusivamente a una ampáyer mujer. Ella repetía esta idea en entrevistas con otros periódicos. Clement, una Congregacionalista, se rehusaba a arbitrar los domingos y se quedaba en la casa de los clérigos mientras arbitraba en el camino.
Clement ganaba entre $15 y $25 por juego, los cuales utilizaba para financiar su educación universitaria, asistiendo a la Universidad de Yankton por dos años seguidos por dos años en la Universidad de Nebraska-Lincoln.  Cuando estaba en Yankton, arbitraba juegos de baloncesto y fue posiblemente la primera mujer en hacerlo, fue capitana del equipo de baloncesto femenino de la universidad, corría, era gimnasta y fue por su propia aproximación la mejor jugadora de tenis del estado.
Una serie de logros adicionales en los deportes se le han atribuido a Clement, pero no pueden confirmarse debido a un mal mantenimiento de registros en la época. Estos logros incluyen ganar campeonatos de tenis en Iowa y Dakota del Sur y establecer récords mundiales en lanzamiento de bala, carreras de velocidad, obstáculos y en béisbol, donde se afirma que Clement lanzó una pelota de béisbol a 275 pies.

## Después del arbitraje
Aunque Clement sirvió regularmente como ampáyer únicamente durante seis años, continuó intermitentemente hasta sus cuarenta años. Después de su tiempo sirviendo regularmente como ampáyer, Clement pasó varios años enseñando educación física en la Universidad de Wyoming, la escuela de Jamestown (Dakota del Norte) y otras escuelas en Dakota del Norte y Dakota del Sur. Clement también sirvió en varias YWCAs incluyendo una en La Crosse (Wisconsin). Clement se desempeñó también como entrenadora del equipo de baloncesto independiente de Hudson, organizó campeonatos de tenis y sirvió como periodista, jefe de policía, tipógrafa, juez de paz y asesora de la ciudad de Hudson. En 1929, Clement regresó a Dakota del Sur para cuidar a su madre, quien se encontraba enferma. Luego de la muerte de su madre en 1934, Clement se mudó a Sioux Falls (Dakota del Sur) donde se desempeñó como trabajadora social durante veinticinco años antes de retirarse en 1966. Clement murió en Sioux Falls el 20 de julio de 1971.